# Соняшники (ван Гог)
«Соняшники» (англ. Sunflowers) — знамениті натюрморти з соняшниками нідерландського художника Вінсента Ван Гога, писані з 1887 по 1889 роки, (і багато разів переписувані пізніше) є символом митця: більшість з них створено в Арлі.

## Історія створення
Коли Вінсент писав свої Соняшники, в нього не було грошей на купівлю фарби, а через сто років його картина стане предметом однієї з небачених фінансових операцій у світі мистецтва. В 1987 році одне з полотен з соняшниками було продане за 22 мільйони фунтів стерлінгів. Вінсент писав брату Теодору: «Зараз я працюю над четвертою картиною з соняшниками. Вона являє собою букет з 14 квітів на жовтому фоні, що нагадує той натюрморт з айвою і лимонами, який я написав у свій час».
«У кожного художника є свої улюблені квіти — своя спеціальність», — вважав Вінсент. — «Для мене це — соняшники». Два натюрморти з соняшниками демонструвалися на виставці «Групи двадцяти», де вперше брав участь Ван Гог, а всього їх було написано біля дев'ятнадцяти. Композиційно деякі з них відрізняються лише в незначних деталях — наприклад, один і той же букет міг бути зображений у різних вазах. Невибагливому глядачу складно відрізнити Натюрморт з трьома великими квітами від Натюрморта з двома свіжими та однією зів'ялою квіткою, але, тим не менш, кожний з них глибоко індивідуальний. «У кожного є своя кольорова гамма, своє особисте бачення кольору», — пише Ван Гог. Картина Соняшники побудована на поєднанні основних кольорів — жовтого та червоного. Букет знаходиться в блідо-жовтій вазі, що створює додатковий ефект «світлого на світлому».
Ван Гог передає фон картини жовтими пастозними мазками, що, за задумом художника, в поєднанні зі світло-коричневим і червоним складає відчуття яскравості та нескінченної гри світла.
Автор передає фактуру у точковій, майже пуантилістичній манері. Окрім коричневого, для зображення кошика соняшника художник використовує ще два кольори — червоний та чорний, однак провідна роль належить саме світло-коричневому, що створює загальний настрій картини.
Жовто-зелені пелюстки поступово та непомітно переходять в фон картини. Цей ефект виникає завдяки густим, пастозним мазкам.
Зелений колір, за задумом Ван Гога, повинен бути зв'язуючою ланкою між жовтим фоном та коричневими квітами соняшників.
Простір між вазою та стіною передано через контраст двох кольорів, світло-коричневого і жовтого. Тонкою сіро-блакитною лінією Ван Гог зображає межі фона.
Світлові рефлекси на поверхні вази зображені за допомогою пастозних мазків світло-коричневого та білого, рельєфно виділяючись у центрі.
Підпис художника розташований збоку на вазі з соняшниками і зроблений тим же кольором, що й її контур. Як і сама картина, цей підпис став своєрідною «маркою» Ван Гога.

## Галерея

### Паризька серія

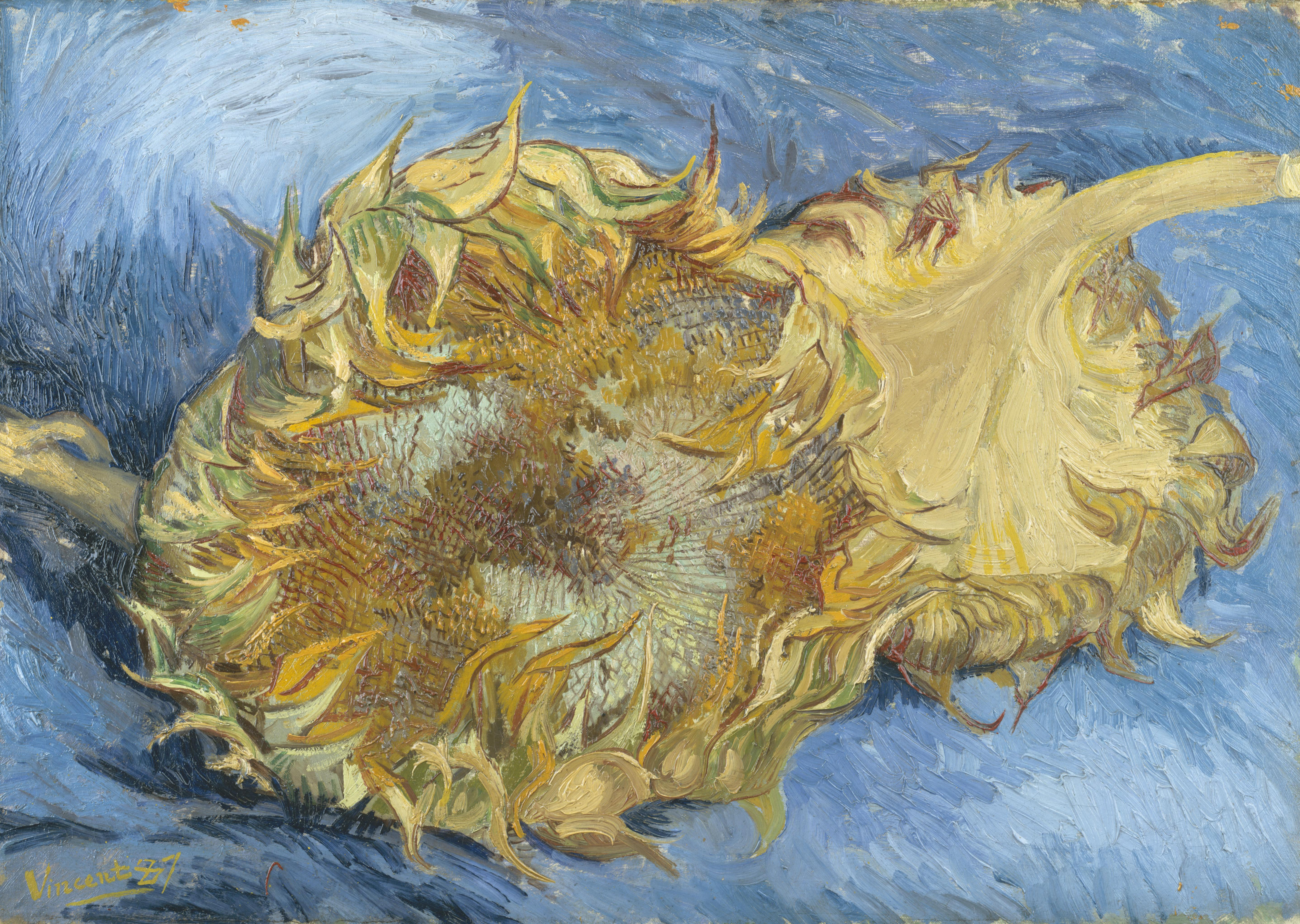
1887, Музей мистецтва Метрополітен
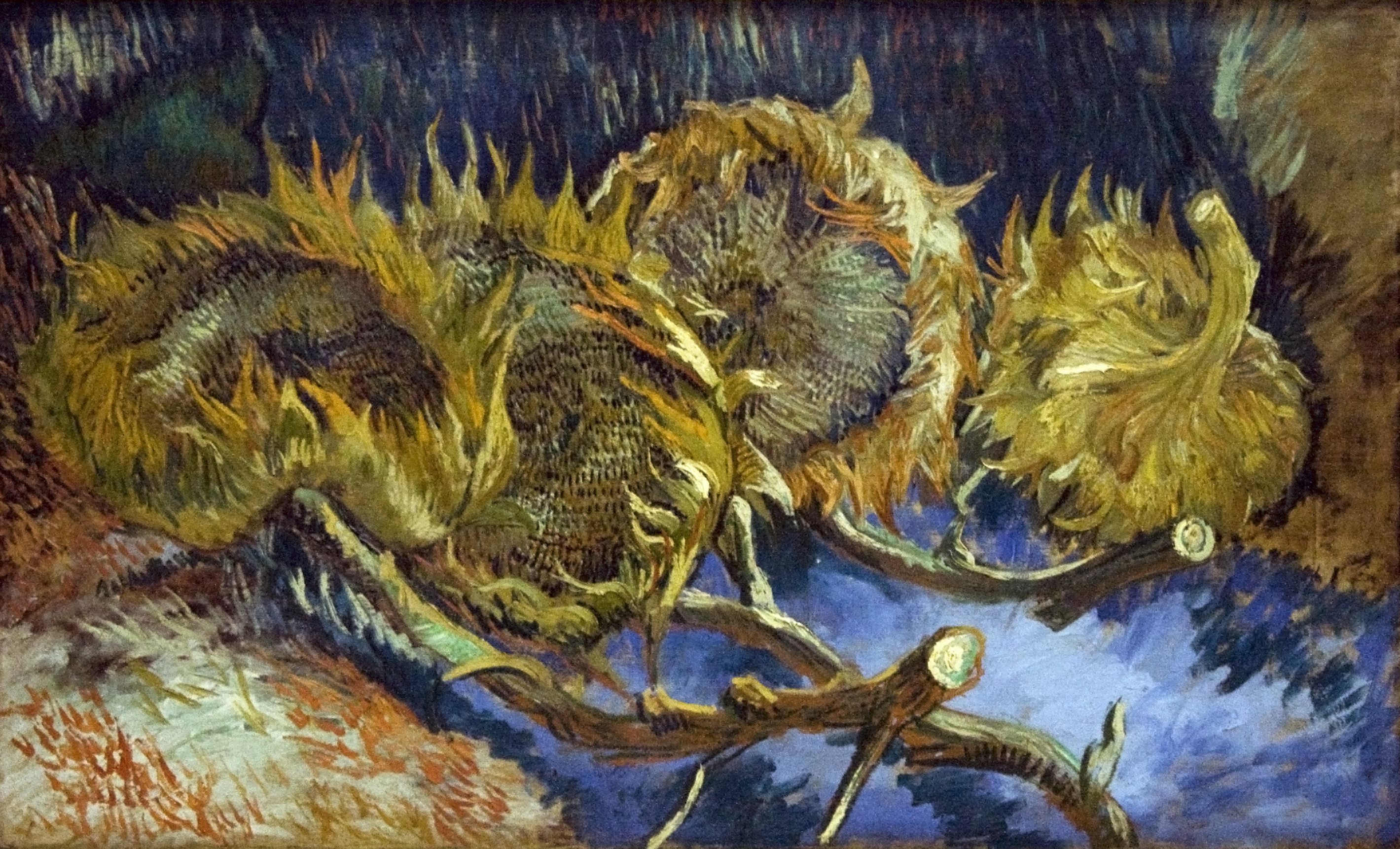
1887, Музей Креллер-Мюллер

### Серія з Арля

Перша частина, серпень 1888
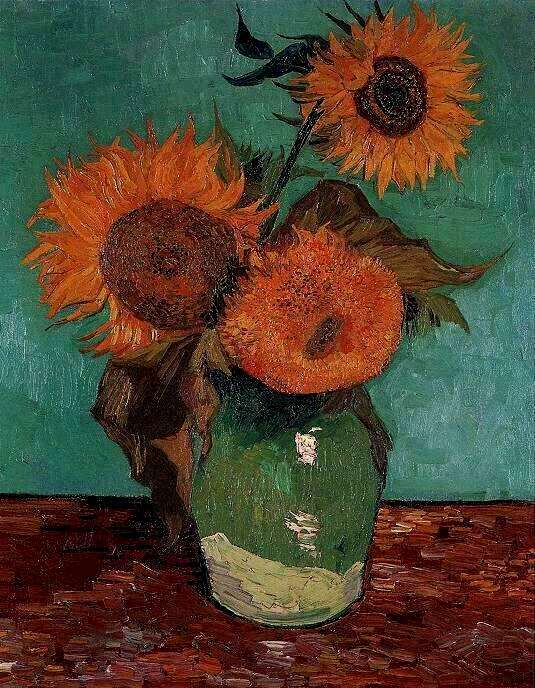
Перший варіант: бірюзовий фон, 73.5 × 60 см, приватна колекція
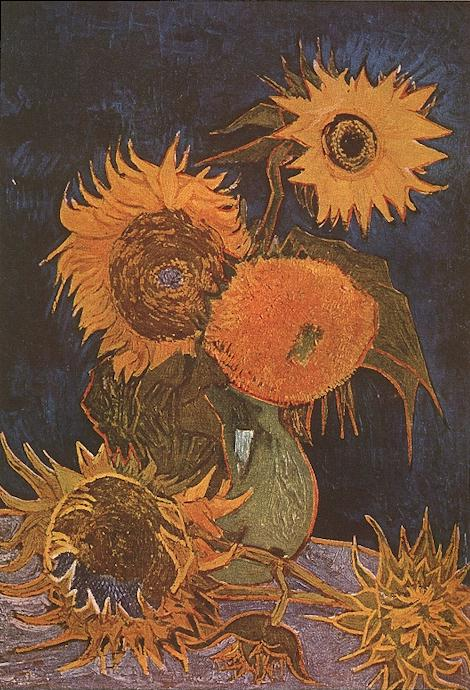
Другий варіант: королівський-синій фон, 98 × 69 см, знищений під час Другої світової війни
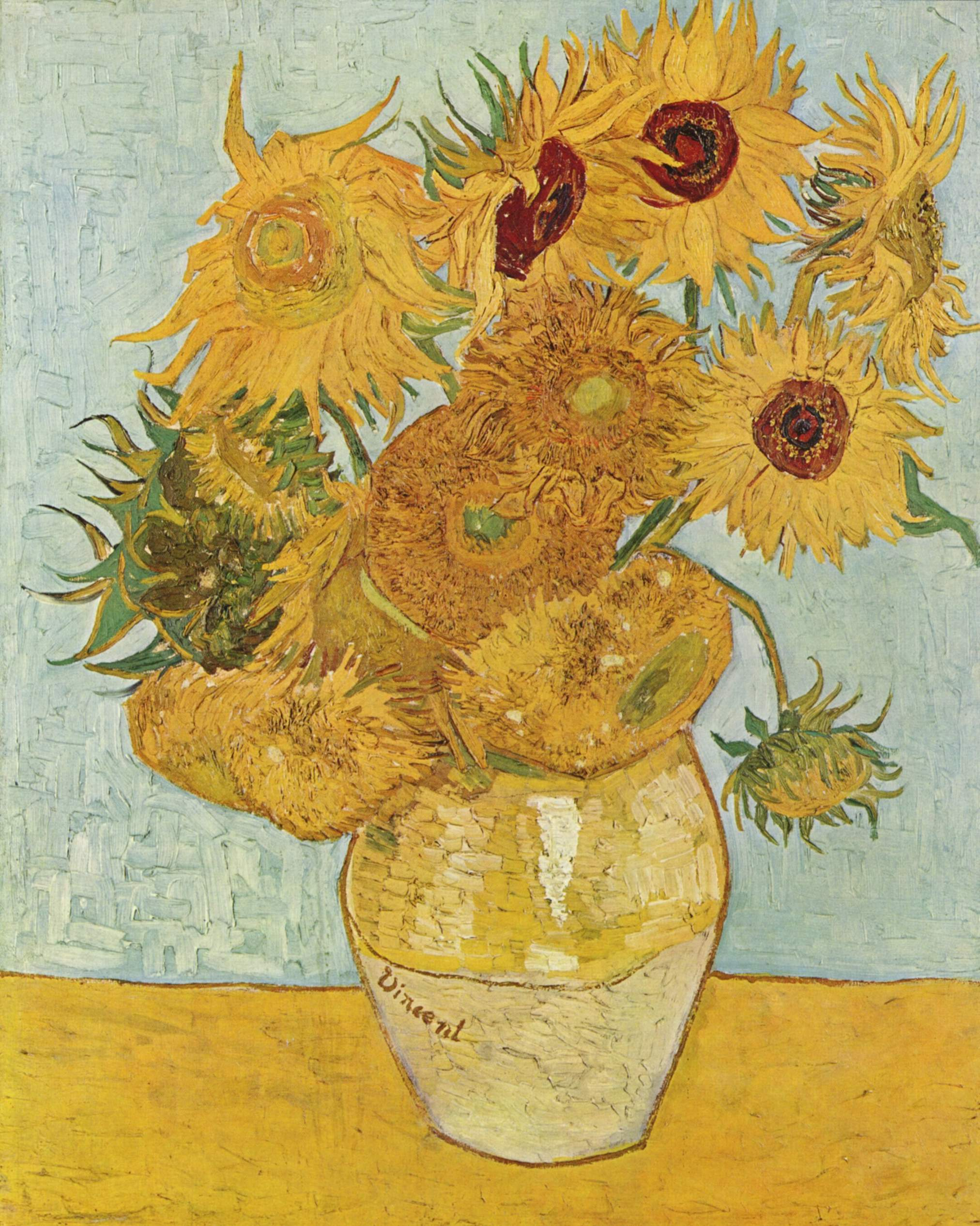
Третій варіант: зелено-блакитний фон, 91 × 72 см, Нова пінакотека, Мюнхен
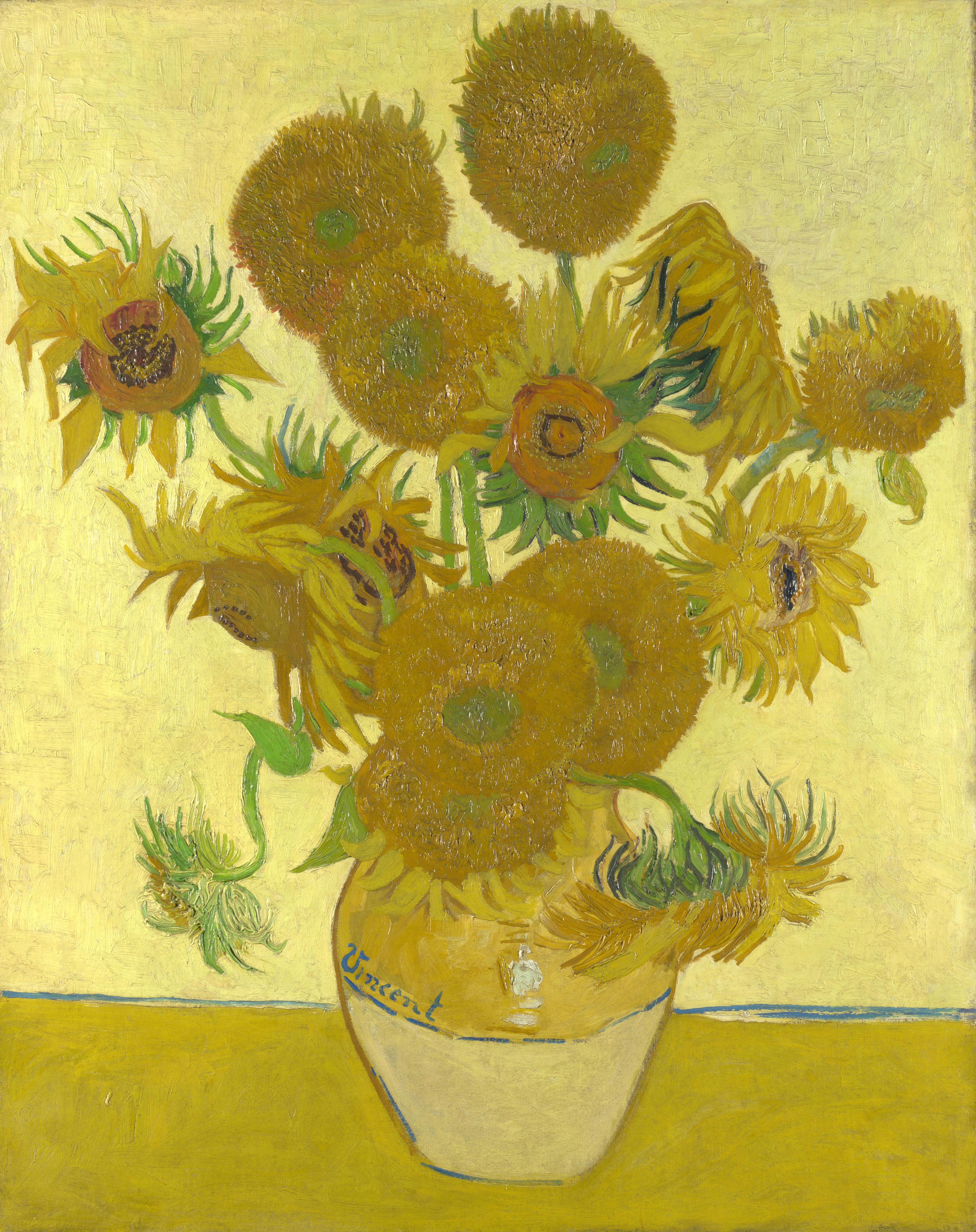
Четвертий варіант: жовтий фон, 92.1 × 73 см, Лондонська національна галерея

Друга частина, січень 1889
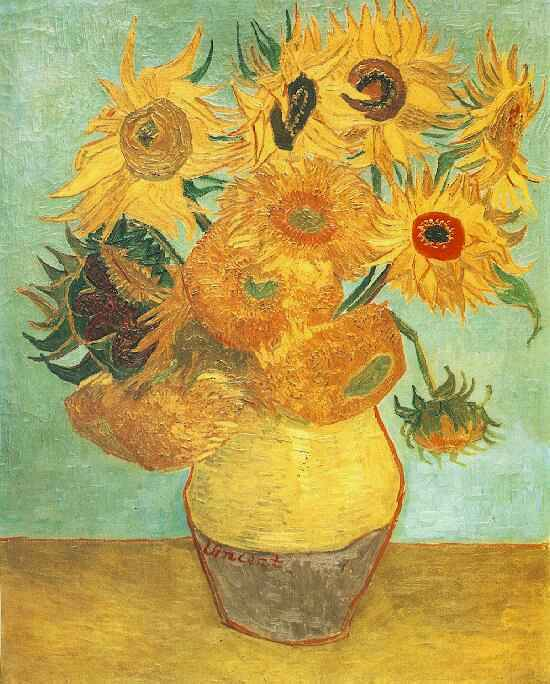
Перший варіант, 92 × 72.5 см, Філадельфійський музей мистецтв, США
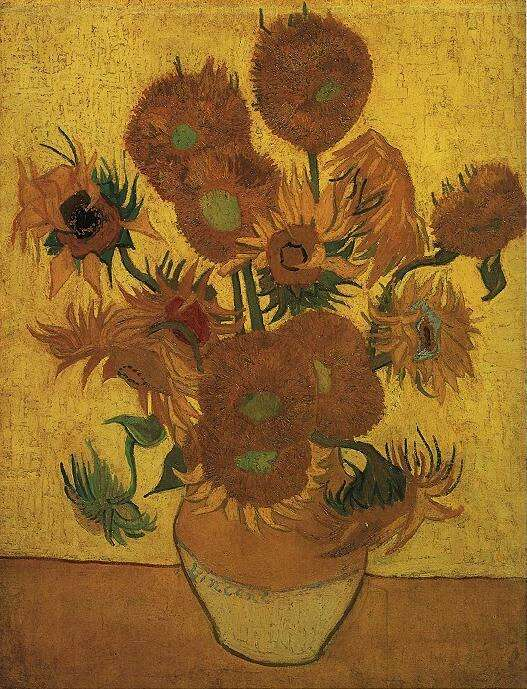
Другий варіант, 95 × 73 см, Музей Ван Гога, Амстердам, Нідерланди
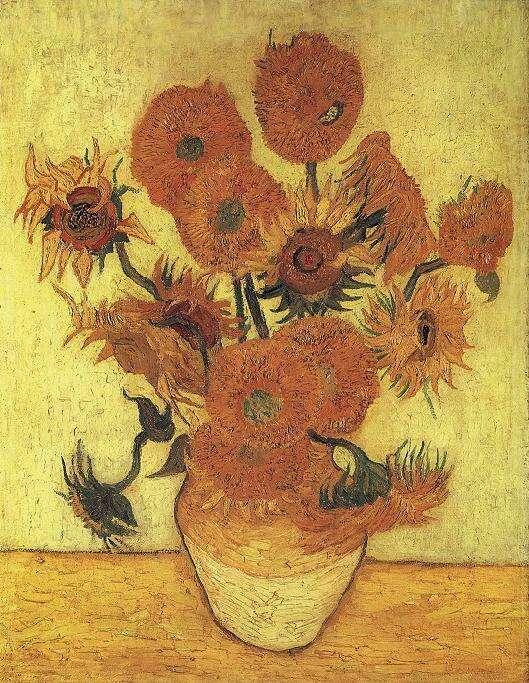
Третій варіант, 100 × 76 см, Sompo Japan Museum of Art, 42 поверх, Токіо, Японія